# 名塚善寛
名塚 善寛（なつか よしひろ、1969年10月7日 - ）は、千葉県船橋市出身の元サッカー選手。ポジションはDF。元日本代表。

## 経歴
習志野高等学校から1988年、日本サッカーリーグ1部のフジタ工業（後ベルマーレ平塚、現湘南ベルマーレ）に加入。高校時代は全国的にも無名な選手で、卒業後は地元ディズニーランドそばのホテルにホテルマンとして就職が決まっていたが、高校の監督の薦めで練習に参加し実力を認められた。
高い技術と冷静な判断力に加え、読みの深さも併せ持ち、ディフェンスの中心選手として活躍。チームの若返り策もあり22歳にして不動のキャプテンを務め、バルセロナ五輪予選でもU-23日本代表の中心選手として活躍した。
Jリーグに昇格した1994年はJリーグベストイレブンに選ばれ、日本代表にも選出された。1994年当時、絶頂期であった井原正巳と身長、体重が同じで、プレースタイルも似ており注目された。1994年7月8日ガーナ戦（アシックスカップ、瑞穂陸上競技場）ではゴールも決めているが、1995年1月8日のキング・ファハド・カップ、アルゼンチン戦（リヤド）での不運なオウンゴールにより日本代表には呼ばれなくなった。
1999年ベルマーレの経営危機による選手放出でJ2のコンサドーレ札幌に移籍。ベルマーレを出たくなかった名塚は涙を見せた。しかし札幌では主将として翌年のJ1昇格に貢献。2001年のシーズン終了後に現役を引退した。
ベルマーレ平塚・コンサドーレ札幌時代を通じて、若手選手のリーダー・手本的存在で、元日本代表MF中田英寿、岩本輝雄ら後輩選手の信望が厚かった。
現役引退後は、コンサドーレ札幌の下部組織で指導。2013年よりトップチームのコーチに就任。2014年シーズンには財前恵一のシーズン途中での解任に伴い、監督代行として2試合の指揮を執った。
2017年10月12日の日本サッカー協会理事会で、JFA 公認S級コーチライセンス認定。
2017年シーズン限りで選手・指導者として19年間在籍した札幌を離れ、レノファ山口FCのトップチームコーチに就任することが発表された。
2021年9月29日、それまで監督を務めていた渡邉晋の退任に伴い、ヘッドコーチから監督に就任した。翌2022年も指揮を執り、13勝11分18敗・勝ち点50で16位という成績であった。しかし2023年シーズンは第14節終了時点で3勝5分6敗で18位という順位に沈み、5月8日付で監督から退任した。
2023年7月20日、選手として在籍していた湘南ベルマーレのコーチに就任した。

## 所属クラブ
- 習志野高等学校
- 1988年 - 1998年 フジタ工業/フジタSC/ベルマーレ平塚
- 1999年 - 2001年 コンサドーレ札幌

## 個人成績
| 国内大会個人成績 | 国内大会個人成績 | 国内大会個人成績 | 国内大会個人成績 | 国内大会個人成績 | 国内大会個人成績           | 国内大会個人成績 | 国内大会個人成績  | 国内大会個人成績 | 国内大会個人成績 | 国内大会個人成績 | 国内大会個人成績 |
| 年度             | クラブ           | 背番号           | リーグ           | リーグ戦         | リーグ戦                   | リーグ杯         | リーグ杯          | オープン杯       | オープン杯       | 期間通算         | 期間通算         |
| 年度             | クラブ           | 背番号           | リーグ           | 出場             | 得点                       | 出場             | 得点              | 出場             | 得点             | 出場             | 得点             |
| 日本             | 日本             | 日本             | 日本             | リーグ戦         | リーグ戦                   | JSL杯/ナビスコ杯 | JSL杯/ナビスコ杯  | 天皇杯           | 天皇杯           | 期間通算         | 期間通算         |
| ---------------- | ---------------- | ---------------- | ---------------- | ---------------- | -------------------------- | ---------------- | ----------------- | ---------------- | ---------------- | ---------------- | ---------------- |
| 1988-89          | フジタ           | 28               | JSL1部           | 10               | 0                          | 0                | 0                 |                  |                  |                  |                  |
| 1989-90          | フジタ           | 3                | JSL1部           | 8                | 0                          | 4                | 0                 |                  |                  |                  |                  |
| 1990-91          | フジタ           | 16               | JSL2部           | 22               | 2                          | 1                | 0                 |                  |                  |                  |                  |
| 1991-92          | フジタ           | 6                | JSL2部           | 24               | 3                          | 3                | 0                 |                  |                  |                  |                  |
| 1992             | フジタ           | 6                | 旧JFL1部         | 18               | 2                          | -                | -                 | 4                | 0                | 22               | 2                |
| 1993             | フジタ           | 6                | 旧JFL1部         | 18               | 2                          | 6                | 0                 | 1                | 0                | 25               | 2                |
| 1994             | 平塚             | -                | J                | 41               | 1                          | 1                | 0                 | 5                | 0                | 47               | 1                |
| 1995             | 平塚             | -                | J                | 45               | 1                          | -                | -                 | 2                | 1                | 47               | 2                |
| 1996             | 平塚             | -                | J                | 14               | 0                          | 13               | 2                 | 0                | 0                | 27               | 2                |
| 1997             | 平塚             | 8                | J                | 32               | 3                          | 6                | 0                 | 3                | 0                | 41               | 3                |
| 1998             | 平塚             | 8                | J                | 27               | 0                          | 2                | 0                 | 2                | 0                | 31               | 0                |
| 1999             | 札幌             | 5                | J2               | 32               | 3                          | 2                | 0                 | 0                | 0                | 34               | 3                |
| 2000             | 札幌             | 5                | J2               | 29               | 3                          | 1                | 0                 | 2                | 0                | 32               | 3                |
| 2001             | 札幌             | 5                | J1               | 18               | 0                          | 1                | 0                 | 1                | 0                | 20               | 0                |
| 通算             | 日本             | 日本             | J1               | 177              | 5                          | 23               | 2                 | 13               | 1                | 213              | 8                |
| 通算             | 日本             | 日本             | J2               | 61               | 6                          | 3                | 0                 | 2                | 0                | 66               | 6                |
| 通算             | 日本             | 日本             | JSL1部           | 18               | 0                          | 4                | 0\|\|\|\|\|\|\|\| |                  |                  |                  |                  |
| 通算             | 日本             | 日本             | JSL2部           | 46               | 5                          | 4                | 0\|\|\|\|\|\|\|\| |                  |                  |                  |                  |
| 通算             | 日本             | 日本             | 旧JFL1部         | 36               | 4                          | 6                | 0                 | 5                | 0                | 47               | 4                |
| 総通算           | 総通算           | 総通算           | 総通算           | 338              | 20\|\|\|\|\|\|\|\|\|\|\|\| |                  |                   |                  |                  |                  |                  |

## 代表歴

### 試合数
- 国際Aマッチ 11試合 1得点(1994年 - 1995年)[1]

| 日本代表 | 国際Aマッチ | 国際Aマッチ |
| 年       | 出場        | 得点        |
| -------- | ----------- | ----------- |
| 1994     | 9           | 1           |
| 1995     | 2           | 0           |
| 通算     | 11          | 1           |

### 出場
| No. | 開催日         | 開催都市 | スタジアム                         | 対戦相手         | 結果 | 監督                         | 大会                         |
| --- | -------------- | -------- | ---------------------------------- | ---------------- | ---- | ---------------------------- | ---------------------------- |
| 1.  | 1994年05月22日 | 広島県   | 広島広域公園陸上競技場             | オーストラリア   | △1-1 | パウロ・ロベルト・ファルカン | キリンカップ                 |
| 2.  | 1994年05月29日 | 東京都   | 国立霞ヶ丘競技場陸上競技場         | フランス         | ●1-4 | パウロ・ロベルト・ファルカン | キリンカップ                 |
| 3.  | 1994年07月08日 | 愛知県   | 名古屋市瑞穂公園陸上競技場         | ガーナ           | ○3-2 | パウロ・ロベルト・ファルカン | アシックスカップ             |
| 4.  | 1994年07月14日 | 愛知県   | 神戸総合運動公園ユニバー記念競技場 | ガーナ           | ○2-1 | パウロ・ロベルト・ファルカン | アシックスカップ             |
| 5.  | 1994年09月27日 | 東京都   | 国立霞ヶ丘競技場陸上競技場         | オーストラリア   | △0-0 | パウロ・ロベルト・ファルカン | 国際親善試合                 |
| 6.  | 1994年10月03日 | 広島県   | みよし運動公園陸上競技場           | アラブ首長国連邦 | △1-1 | パウロ・ロベルト・ファルカン | アジア大会                   |
| 7.  | 1994年10月05日 | 広島県   | 広島県総合グランドメインスタジアム | カタール         | △1-1 | パウロ・ロベルト・ファルカン | アジア大会                   |
| 8.  | 1994年10月09日 | 広島県   | 広島県立びんご運動公園陸上競技場   | ミャンマー       | ○5-0 | パウロ・ロベルト・ファルカン | アジア大会                   |
| 9.  | 1994年10月11日 | 広島県   | 広島県総合グランドメインスタジアム | 韓国             | ●2-3 | パウロ・ロベルト・ファルカン | アジア大会                   |
| 10. | 1995年01月06日 | リヤド   |                                    | ナイジェリア     | ●0-3 | 加茂周                       | インターコンチネンタル選手権 |
| 11. | 1995年01月08日 | リヤド   |                                    | アルゼンチン     | ●1-5 | 加茂周                       | インターコンチネンタル選手権 |

### ゴール
| #  | 開催年月日   | 開催地                                     | 対戦国 | 勝敗 | 試合概要 |
| -- | ------------ | ------------------------------------------ | ------ | ---- | -------- |
| 1. | 1994年7月8日 | 日本、名古屋市、名古屋市瑞穂公園陸上競技場 | ガーナ | ○3-2 | 親善試合 |

## 指導歴
- 2002年 - 2017年 コンサドーレ札幌
  - 2002年 - 2006年 U-12コーチ
  - 2007年 - 2012年 U-15監督
  - 2013年 - 2017年 トップチームコーチ
- 2018年 - 2023年5月 レノファ山口FC[5]
  - 2018年 - 2019年 トップチームコーチ
  - 2020年 - 2021年9月 ヘッドコーチ
  - 2021年9月 - 2023年5月 監督
- 2023年7月 - 湘南ベルマーレ コーチ

## タイトル
- Jリーグベストイレブン (1994年)